# Le Prince des étoiles
Le Prince des étoiles (titre original : The Star King) est un roman de science-fiction de Jack Vance appartenant au genre space opera, publié en 1964. C'est le premier des cinq tomes de La Geste des Princes-Démons.

## Publication
Le Prince des étoiles a été publié aux États-Unis en 1964 et en France en 1965 dans la collection Galaxie des éditions OPTA.

## Résumé
Kirth Gersen enfant et son grand-père sont les seuls rescapés de la rafle que des esclavagistes dirigés par cinq Princes-Démons ont mené sur la ville de Mount Pleasant, une colonie agricole implantée sur la planète Providence. Kirth passe sa jeunesse sur plusieurs planètes de l'Œcumène (la partie civilisée et policée de la Galaxie) et de l'Au-Delà (l'espace sans lois qui s'étend au-delà, comme le nom l'indique), où il est formé à l'art de la survie, du combat, de l'assassinat et de l'empoisonnement. Son unique but est de se venger et de tuer les cinq Princes-Démons : Attel Malagate, Kokor Hekkus, Viole Falushe, Lens Larque et Howard Alan Treesong. Ce premier tome débute en 1524 (correspondant à l'an 3524 de notre ère) sur la planète Smade, où Gersen fait une rencontre qui va le mener sur la piste d'Attel Malagate. Bien que d'apparence humaine, ce dernier est en réalité une créature extraterrestre, un Prince des étoiles. Le lecteur va ensuite suivre sur plusieurs mondes l'opiniâtre quête de Kirth Gersen…

## Personnages et déroulement du récit
Justicier motivé par une soif de vengeance, Keith Gersen est un combattant super-entraîné et astucieux, qui déploie toutes les ressources de son intelligence pour parvenir à ses fins. Ce héros solitaire que l'amour ne distraira pas de son objectif, reste cependant profondément humain et donc faillible. L'auteur fait évoluer l'action de manière soutenue dans un univers imagé, riche, détaillé, bien structuré et souvent surprenant.
Comme dans les autres tomes de la Geste, chaque tête de chapitre de cet ouvrage présente un ou plusieurs textes de longueurs variables, séparés du récit. Présentés comme des extraits littéraires ou techniques, voire comme des dictons populaires, ils éclairent le lecteur sur les mœurs, la littérature, l'histoire, l'organisation sociale et la technologie du vaste univers imaginé par Vance. Une partie importante de ces textes ont pour origine l'ouvrage monumental du baron Bodissey sur la condition humaine. Des notes en bas de page expliquent souvent certains des termes spécifiques utilisés. Ces procédés confèrent une grande crédibilité au contexte.

## Analyse du contexte scientifique et astrophysique

### Systèmes planétaires
Jack Vance nous fait visiter différents systèmes planétaires, dont certains comportent plusieurs mondes habitables gravitant autour d'une étoile unique. En se référant au système solaire, c'est comme si Vénus (une fournaise invivable) et Mars (une planète glacée à l'atmosphère ténue et irrespirable) étaient habitables à l'instar de la Terre.
Une partie du récit se passe sur la planète Alphanor, supposée avec ses sœurs faire partie du système de Rigel. Dans la réalité, Rigel est une étoile triple située à plus de 650 années-lumière du la Terre, dont la principale composante est Beta Orionis, une supergéante bleue 55 000 fois plus lumineuse que le Soleil. De telles étoiles gaspillent leur énergie en quelques millions d'années seulement (ordre de grandeur : 10 à 50 millions d'années) et, même en supposant qu'un système planétaire s'y soit formé (ce qui est peu probable), la vie n'aurait pas le temps d'y évoluer avant que l'astre ne sorte de la séquence principale et se contracte en trou noir.
Les nombreuses planètes habitables référencées dans le texte ou visitées par le héros, ont toutes une atmosphère respirable de type terrestre, une généralisation qui semble peu probable dans la réalité.
Étant donné le genre du récit, ces invraisemblances mineures n'affectent pas le scénario.
À ce sujet, voir aussi :
- Habitabilité d'une planète

### L'être humain colonisera-t-il d'autres planètes?
L'action de ce cycle en cinq volumes se passe dans un futur éloigné où l'être humain a colonisé un grand nombre de planètes de la Galaxie. Le lecteur intéressé par ce processus hypothétique trouvera de nombreuses informations via les deux liens suivants :
- Colonisation de l'espace
- Colonisation de l'espace en fiction

### Astronefs
Dans le futur éloigné imaginé par Vance, même le petit astronef de Kirth Gersen est muni d'un moteur interstellaire exploitant l'« interscission de Jarnell », grâce auquel il peut franchir plusieurs années-lumière en quelques heures. 
Lorsqu'il se trouve dans l'atmosphère d'une planète, un tel vaisseau a également la capacité de se mouvoir silencieusement à des vitesses variables, sans tenir compte de impératifs de portance aérodynamique qui gouvernent le déplacement de nos avions. De ce fait, il peut atterrir directement en tout point de la surface et en repartir, sans devoir se placer au préalable sur une orbite basse, d'où il enverrait une navette spécialement équipée pour le vol atmosphérique. Des procédés similaires (pour l'instant hypothétiques) sont fréquemment utilisés par les auteurs de science-fiction pour le développement de leur scénarios.
L'auteur n'indique pas si les astronefs qu'il décrits sont équipés ou non d'un générateur de gravité artificielle. Le lecteur peut supposer que c'est le cas, puisque les passagers de ces vaisseaux interstellaires ne semblent éprouver aucune gêne durant le voyage, qui peut durer plusieurs jours. Ils échappent ainsi aux nombreux inconvénients créés par une impesanteur prolongée.
À ce sujet, voir aussi :
- Hyperespace
- Vitesse supraluminique dans la science-fiction
- Antigravité
- Magnétoaérodynamique